# Cetoacidosis diabética euglucémica
La cetoacidosis diabética euglucémica (CADE, o EDKA por sus siglas en inglés) es un estado de acidosis metabólica atípica causada por un aumento de los cuerpos cetónicos que se distingue de la cetoacidosis hiperglucémica porque ocurre con los niveles de glucosa en sangre normales o moderadamente altos (usualmente <200 mg/dL o en un rango de 4.4 a 5 mmol/L). Esta condición representa una emergencia médica que requiere un diagnóstico temprano y un tratamiento intensivo para evitar complicaciones o la muerte.
La cetoacidosis diabética euglucémica ha sido asociada a varios factores desencadenantes, destacando el uso de inhibidores del cotransportador de sodio-glucosa tipo 2 (SGLT2), como la canagliflozina, dapagliflozina y empagliflozina. La cetoacidosis diabética euglucémica representa  aproximadamente el 0,8 % al 3,2 % de todos los casos de CAD (cetoacidosis diabética), donde se ha identificado una mayor frecuencia en pacientes con DM1 (Diabetes mellitus tipo 1), con una prevalencia que oscila entre 4,6 y 8,0 por 1000 pacientes-año, con una tasa de mortalidad del 0,65 % al 3,3 %. Otros factores relacionados con la aparición de la cetoacidosis diabética euglucémica son el ayuno extendido, las dietas cetogénicas, el embarazo, las infecciones, las intervenciones quirúrgicas mayores y el consumo excesivo de alcohol.

### Historia
El primer reporte de la cetoacidosis euglucémica se publicó a finales de los años 70, cuando se reportaron casos de pacientes con diabetes tipo 1 que mostraban síntomas característicos de cetoacidosis (náuseas, vómitos, dolor abdominal y alteración del estado mental), pero manteniendo los niveles normales de glucosa en la sangre. Este suceso era inusual debido a que la cetoacidosis diabética habitualmente se relaciona con hiperglucemia. El hallazgo de que la cetoacidosis podía presentarse con niveles de glucosa normales o incluso bajos incentivó la exploración de los mecanismos subyacentes, indicando que la condición era resultado de una deficiencia relativa de insulina, lo que favorecía la generación de cuerpos cetónicos sin un aumento significativo de glucosa.
Durante las décadas posteriores, se analizaron posibles factores causales de la cetoacidosis euglucémica, entre los que destacan infecciones graves, deshidratación y ayuno prolongado, que alteran el balance hormonal y promueven la cetogénesis. Con la introducción de los inhibidores de SGLT2, fármacos empleados en el tratamiento de la diabetes tipo 2, la frecuencia de reportes aumentó y fue incluida en la información del medicamento.. Este tipo de cetoacidosis también se registró en pacientes con diabetes tipo 2, principalmente en aquellos que padecían infecciones o en situaciones de estrés físico.

### Etiología y Factores Desencadenantes

#### Uso de inhibidores de SGLT-2
La causa más destacada y frecuente en la actualidad es el uso de fármacos inhibidores del cotransportador sodio-glucosa tipo 2 (SGLT-2), como empagliflozina, canagliflozina, dapagliflozina, ertugliflozina y bexagliflozina. Su mecanismo consiste en bloquear la reabsorción de glucosa en el túbulo proximal renal, aumentando la glucosuria y reduciendo la glucemia. Este efecto puede enmascarar la hiperglucemia típica de la cetoacidosis diabética, lo que lleva a un estado de cetoacidosis con niveles normales o levemente elevados de glucosa (<200 mg/dL).
Además, estos fármacos aumentan la secreción de glucagón, disminuye la insulina y favorecen la cetogénesis. Se ha observado un aumento de casos de CADE tras la aprobación y expansión del uso de SGLT-2 desde 2015.

#### Deficiencia de insulina y exceso de hormonas contrarreguladoras
La CADE puede ocurrir cuando hay una deficiencia relativa o absoluta de insulina en combinación con el aumento de hormonas como lo son el glucagón, catecolaminas (adrenalina y noradrenalina), cortisol, hormona del crecimiento. Estas hormonas lo que hacen es estimular los siguientes efectos:
- Lipólisis: liberación de ácidos grasos libres desde el tejido adiposo.

- Cetogénesis hepática: producción de cuerpos cetónicos (β-hidroxibutirato y acetoacetato).

- Gluconeogénesis: producción hepática de glucosa, aunque en CADE, la glucemia permanece baja por la glucosuria inducida (especialmente en SGLT-2).[1]

#### Disminución de la ingesta calórica o ayuno prolongado
El déficit de aporte de carbohidratos disminuye la secreción de insulina y favorece la lipólisis y cetogénesis, pudiendo precipitar la cetoacidosis diabética euglucémica, especialmente en pacientes con diabetes y con poca reserva insulínica.

#### Factores predisponentes adicionales
El embarazo: particularmente en mujeres con diabetes pregestacional, es un estado de mayor resistencia a la insulina y predisposición a la cetosis, donde la cetoacidosis diabética euglucémica puede presentarse incluso con glucemias normales, especialmente en el contexto de hiperemesis gravídica o infecciones.
Consumo excesivo de alcohol: puede inducir cetosis por inhibición de la gluconeogénesis hepática y depleción de glucógeno, lo que, en pacientes diabéticos, puede evolucionar a cetoacidosis diabética euglucémica, especialmente si coexiste ayuno o pancreatitis.
Pancreatitis, infecciones graves, sepsis y enfermedades hepáticas crónicas: Estas condiciones pueden precipitar cetoacidosis diabética euglucémica por aumento de hormonas contrarreguladoras, disminución de la ingesta oral y alteración del metabolismo de la glucosa.
Administración de insulina antes de la consulta hospitalaria: La administración de insulina puede reducir la glucemia sin corregir completamente la cetosis, enmascarando la hiperglucemia típica de la cetoacidosis diabética.
Situaciones de estrés fisiológico agudo: causado por el estrés quirúrgico o médico puede precipitar CADE en pacientes con diabetes, especialmente si hay ayuno preoperatorio, reducción de insulina o uso de SGLT -2.

### Fisiopatología de la CADE
La fisiopatología de la cetoacidosis diabética euglucémica (CADE) comprende una serie de interacciones complejas entre factores hormonales, metabólicos y renales. Este estado ocurre principalmente en el contexto del uso de inhibidores del cotransportador sodio-glucosa tipo 2 (SGLT2), que impiden la reabsorción de glucosa en el túbulo proximal del riñón.  En consecuencia, se incrementa la eliminación de glucosa en la orina, lo que reduce la presencia de glucosa en la circulación y en los tejidos periféricos.[1] Esta disminución provoca una alteración en el metabolismo energético del organismo, impulsando la lipólisis y, posteriormente, la cetogénesis, o sea, la generación de cuerpos cetónicos como fuente alternativa de energía.
La acumulación de estos cuerpos cetónicos en la orina, principalmente en forma de sales de sodio o potasio, causa una reducción significativa de bicarbonato, lo que favorece la aparición de una acidosis metabólica.[7] Este estado se incrementa por situaciones médicas que alteran el equilibrio hormonal, tales como infecciones, episodios de deshidratación, disminución o interrupción de la terapia con insulina, y ayuno prolongado. Estos aspectos favorecen un  medio donde la producción de cuerpos cetónicos se incrementa y la capacidad del cuerpo para contrarrestar la acidosis se ve afectada, lo que finalmente ocasiona la CADE.

### Cuadro clínico

#### Signos y síntomas  comunes
Los síntomas de la cetoacidosis diabética euglucémica son similares a los de la cetoacidosis hiperglucémica:
- Gastrointestinales: náuseas, vómitos, dolor abdominal. Presentes en más del 50 % de los casos, similares a la CAD (cetoacidosis diabética) clásica.[11]

- Respiratorios: taquipnea y respiración profunda tipo Kussmaul, respuesta compensatoria a la acidosis.[12]

- Vegetativos: cansancio, letargia, sensación general de malestar, inapetencia

- Deshidratación: hay mucosas secas, piel con turgencia disminuida, taquicardia, presión arterial baja.[12]

- Respiración: polipnea, respiración profunda (Kussmaul), taquipnea.[12]

- Aliento cetónico: olor a acetona/frutal por acumulación de cuerpos cetónicos.[12]

- Abdomen: dolor a la palpación, sensibilidad generalizada.[12]

- Neurológicos: confusión, somnolencia, alteración del nivel de conciencia; en casos severos, incluso coma.[12]

- Otros: fiebre si existe infección desencadenante; hiporreflexia leve posible.[13]

- Otros frecuentes: en CAD suelen verse poliuria, polidipsia y deshidratación, aunque en CADE estos pueden ser menos dramáticos debido a la glucemia normal.[12]

#### Presentación atípica sin hiperglucemia
La cetoacidosis diabética euglucémica (CADE) se manifiesta como una forma inusual de cetoacidosis, pues se manifiesta con una significativa acidosis metabólica y cetonemia, pero con niveles de glucosa en la sangre normales o sólo ligeramente superiores (<250 mg/dL). Esta característica puede complicar su detección, dado que en la práctica clínica, usualmente se vincula la cetoacidosis con altos niveles de glucosa en sangre.
En pacientes que consumen inhibidores del cotransportador sodio-glucosa tipo 2 (SGLT-2), la glucosuria provocada por estos fármacos puede ocultar la hiperglucemia, lo que permite mantener los niveles de glucosa en la sangre bajos incluso en situaciones de cetosis activa.
Además, hay otros elementos que pueden desencadenar este cuadro, tales como el ayuno extendido, dietas cetogénicas, gestación, intervenciones quirúrgicas recientes o infecciones. La falta de hiperglucemia clara puede postergar el diagnóstico y la puesta en marcha del tratamiento, por lo que es crucial mantener una elevada sospecha clínica frente a síntomas compatibles, especialmente en pacientes que reciben tratamiento con SGLT-2.

### Diagnóstico diferencial
Debido a que los hallazgos de acidosis metabólica con cetonemia no son netamente específicos de la cetoacidosis diabética euglucémica, es necesario realizar una evaluación diferencial cuidadosa. En primer lugar, debe mencionarse la cetoacidosis diabética clásica, que se caracteriza por tener glucemias > 300 mg/dL y suele presentarse en pacientes con diabetes tipo 1 sin tratamiento. La cetoacidosis alcohólica es otra posibilidad en pacientes con historia de abuso de alcohol y ayuno prolongado, y puede tener cetonemia con hipoglucemia o glucemia normal. También debe excluirse la acidosis láctica, especialmente en pacientes con hipoperfusión tisular o sepsis; en estos casos, el nivel de lactato sérico será > 5 mmol/L. Las acidosis por ayuno prolongado o dietas cetogénicas extremas también pueden producir cetosis leve a moderada sin una acidosis severa. Finalmente, las intoxicaciones exógenas con metanol, etilenglicol o salicilatos pueden generar acidosis con brecha aniónica elevada, por lo tanto deben descartarse con historia clínica, examen neurológico, medición de osmolaridad sérica y niveles tóxicos.
| Característica             | Cetoacidosis Diabética (CAD)                       | Cetoacidosis Diabética Euglucémica (CADE)                |
| Nivel de glucosa en sangre | Elevado (>250 mg/dL)                               | Normal o levemente elevado (<250 mg/dL)                  |
| Presencia de cetonas       | Elevadas en sangre y orina                         | Elevadas en sangre y orina                               |
| pH arterial                | Bajo (<7.3)                                        | Bajo (<7.3)                                              |
| Bicarbonato sérico         | Disminuido (<18 mEq/L)                             | Disminuido (<18 mEq/L)                                   |
| Anión gap                  | Aumentado                                          | Aumentado                                                |
| Causa principal            | Deficiencia absoluta o relativa de insulina        | Uso de inhibidores SGLT2 + estrés metabólico             |
| Frecuencia                 | Común en diabetes tipo 1                           | Poco común; más frecuente con inhibidores de SGLT2       |
| Inicio                     | Rápido, horas a días                               | Subagudo, a veces difícil de detectar                    |
| Síntomas                   | Náuseas, vómitos, dolor abdominal, deshidratación  | Similares, pero puede haber menor hiperglucemia          |
| Desencadenantes comunes    | Infección, suspensión de insulina, infarto, trauma | Ayuno, vómito, infecciones, reducción de insulina, SGLT2 |
| Tratamiento                | Insulina, líquidos, corrección electrolítica       | Igual, más suspensión del SGLT2                          |

Fuente: Elaboración propia.

### Herramientas complementarias para confirmar el diagnóstico
El enfoque diagnóstico de la cetoacidosis diabética euglucémica se respalda en varias herramientas adicionales, las cuales no solo posibilitan confirmar el diagnóstico, sino también supervisar el progreso clínico del paciente. La primera medida es la gasometría arterial, la cual ofrece datos acerca del pH y el bicarbonato, fundamentales para determinar la gravedad de la acidosis. Se puede identificar una acidosis leve con un pH de 7.25 a 7.30, mientras que un pH inferior a 7 señala una condición severa. El anión GAP (brecha aniónica), expresada como Na+ – (Cl− + HCO3−), generalmente es alto (> 12 mEq/L), y en CADE puede llegar a tener niveles superiores a 20. Esta brecha muestra la concentración de ácidos orgánicos no registrados. La evaluación del β-hidroxibutirato sérico es crucial, dado que este es el cuerpo cetónico más frecuente en la CADE y no siempre se identifica con las tiras reactivas de orina, que únicamente detectan acetoacetato. Por lo tanto, los exámenes rápidos de orina pueden minimizar la severidad. Otros análisis beneficiosos incluyen el lactato sérico, la función renal (urea, creatinina) y, en caso de ser requerido, osmolaridad y tóxicos en la sangre para identificar intoxicaciones.

### Hallazgos laboratoriales esenciales
Los descubrimientos de laboratorio propios de la Cetoacidosis Diabética Euglucémica (CADE) facilitan la identificación clínica incluso si no se presenta hiperglucemia. La glucosa tiende a mantenerse en niveles normales o ligeramente altos, usualmente bajo 200–250 mg/dL. Sin embargo, los pacientes muestran una considerable acidosis metabólica, caracterizada por un pH arterial < 7.3 y bicarbonato sérico < 18 mEq/L. Existe cetonemia o cetonuria, caracterizada por niveles altos de cuerpos cetónicos, principalmente β-hidroxibutirato, que puede ser más fiable que los exámenes de orina. Un descubrimiento esencial es la amplia brecha aniónica, característica de las acidosis metabólicas que generan ácidos orgánicos. Respecto a los electrolitos, se puede notar un déficit absoluto de potasio, aunque al principio el potasio en el torrente sanguíneo puede ser normal o incluso alto debido al desplazamiento extracelular; también puede surgir hiponatremia como resultado. Adicionalmente, se detectan indicios de deshidratación en los resultados de laboratorio, tales como incrementos en urea y creatinina, evidencia de hipovolemia y deterioro en la función renal.

### Tratamiento y Manejo Clínico
El manejo de la cetoacidosis diabética euglucémica CADE comparte principios similares con el tratamiento de la cetoacidosis diabética clásica (CAD), pero presenta particularidades importantes debido a la ausencia de hiperglucemia significativa. La presencia de glucemia normal o sólo ligeramente elevada puede retrasar el diagnóstico, por lo que se requiere una alta sospecha clínica, especialmente en pacientes con diabetes que utilizan inhibidores del cotransportador sodio-glucosa tipo 2 (SGLT-2).
El primer paso en el abordaje de un paciente con sospecha de cetoacidosis diabética euglucémica es realizar una evaluación diagnóstica completa. Es fundamental confirmar la presencia de acidosis metabólica mediante gasometría arterial, identificar un anión gap elevado y documentar cetonemia, especialmente niveles elevados de β-hidroxibutirato. La glucemia, aunque puede estar en valores normales (<200 mg/dL), no excluye el diagnóstico, y en el contexto de síntomas como náuseas, vómitos, dolor abdominal, taquicardia o fatiga, debe considerarse la posibilidad de cetoacidosis diabética euglucémica.
Una vez confirmado el diagnóstico, el tratamiento debe iniciarse de manera inmediata. Se debe suspender de forma inmediata cualquier fármaco de la clase de los inhibidores SGLT-2, ya que estos medicamentos son una causa frecuente de cetoacidosis diabética euglucémica y pueden perpetuar el cuadro si no se interrumpen. Es importante también investigar otras causas desencadenantes, como infecciones, ayuno prolongado, vómitos persistentes, cirugía reciente, o reducción accidental de la dosis de insulina.
La rehidratación con líquidos intravenosos es una prioridad. Se recomienda iniciar con solución salina al 0.9 % para corregir el estado de deshidratación y mejorar la perfusión tisular. A medida que se estabiliza el paciente, la administración de líquidos puede ajustarse según el estado ácido-base y los niveles de electrolitos.
A pesar de que el paciente no presenta hiperglucemia marcada, la administración de insulina intravenosa continua es esencial para detener la cetogénesis. Por lo general, se utiliza una infusión de insulina regular a una dosis fija, con ajustes basados en la respuesta clínica y la resolución del anión gap. Dado que la glucosa puede descender rápidamente al iniciar la insulina, es necesario iniciar en paralelo una infusión de glucosa, usualmente dextrosa al 10 % (D10W), para evitar hipoglucemia y permitir la continuación segura de la terapia insulínica.
La monitorización de electrolitos, particularmente potasio, es crítica. La administración de insulina puede reducir los niveles séricos de potasio, por lo que se debe corregir la hipopotasemia antes o durante la infusión de insulina. Se recomienda también vigilar los niveles de magnesio y fósforo en casos más severos.
El tratamiento se considera exitoso cuando el paciente puede tolerar la vía oral, el pH arterial es mayor a 7.3, el bicarbonato sérico supera los 15 mEq/L, el anión gap se ha normalizado, y los cuerpos cetónicos han disminuido a niveles no clínicamente relevantes (<0.6 mmol/L). En ese momento, se puede realizar una transición segura de insulina intravenosa a subcutánea. Esta transición debe hacerse de manera cuidadosa: se recomienda iniciar insulina basal subcutánea 2 a 3 horas antes de suspender la infusión intravenosa. La dosis de insulina basal puede calcularse según el peso corporal (0.3 unidades/kg/día) o con base en la tasa de infusión utilizada durante las últimas horas del tratamiento.